# Neikove, Berezivka
Neikove (în ucraineană Нейкове, în germană Gnadenfeld) este un sat în comunei Rozkvit din raionul Berezivka, regiunea Odesa, Ucraina. Satul a fost locuit de germanii pontici.

## Demografie
Componența lingvistică a localității Neikove
     Ucraineană (98,38%)
     Rusă (1,39%)
     Alte limbi (0,23%)
Conform recensământului din 2001, majoritatea populației localității Neikove era vorbitoare de ucraineană (98,38%), existând în minoritate și vorbitori de rusă (1,39%).